# Manifestations et fêtes locales en Algérie
 (avril 2025).
L'Algérie participe à de nombreuses manifestations culturelles dans divers domaines, notamment le dessin, la musique, le théâtre, le cinéma et le patrimoine culturel matériel et immatériel. Cela crée des opportunités pour faire des connaissances entre les participants et de gagner des prix entre les concurrents.

## Salons
1. Salon International du Tourisme et des voyages (SITEV) Octobre- novembre de chaque année, Alger[2],
2. Salon international du livre (octobre-novembre de chaque année) Alger.

## Festivals
| Les festivales | Lieu        |
| --- | ----------- |
| 1. Festival international du cinéma d'Alger. 2. Festival culturel international de musique andalouse et des musiques anciennes . 3. Festival Maghrébin de la musique andalouse 4. Festival culturel international de la bande dessinée | Alger       |
| 1. Festival culturel international de musique andalouse « Malouf » 2. Festival culturel international de musique jazz « DimaJazz » | Constantine |
| Festival international de musique de Timgad | Batna       |
| Festival culturel international de Djémila | Sétif       |
| Festival International du Tourisme Saharien |             |
| Festival culturel international de musique « samaâ soufi السماع الصوفي » |             |
| Festival culturel international de « Abalessa-Tin Hinan » pour les arts de l’Ahaggar | Tamanrasset |
| Festival culturel arabo africain de la danse folklorique | Tizi Ouzou  |

## Fêtes locales
| Les fêtes                                                   | Lieu        |
| ----------------------------------------------------------- | ----------- |
| Tafsit « les couleurs du printemps »                        | Tamanrasset |
| S’boue de Timimoun                                          | Timimoun    |
| Maoussim Taghit ou la fête des dattes                       | Béchar      |
| Fête du tapis                                               | Ghardaïa    |
| 1. Fête de la poterie 2. Fête du bijou d’argent d’Ath Yenni | Tizi Ouzou  |
| Fête de la S’biba                                           | Illizi      |
| Fête de sidi Ahmed El Medjdoub Aassla                       | Naâma       |
| Waâda de Sidi M'hamed Benaouda                              | Relizane    |

### Liens connexes
- Calendrier des Festivalset salons internationaux culturels et touristiques organisés en Algérie annuellement